# 江阴国家高新技术产业开发区
江阴高新技术产业开发区位于江苏省江阴市，是2011年6月经中国国务院批准升级为国家高新技术产业开发区的高新区，面积为53平方公里。

## 经济情况
- 1992年：经江苏省人民政府批准，建立江阴经济技术开发区。
- 2002月：经江苏省人民政府批准，江阴高新技术产业开发区升级为省级经济技术开发区。
- 2011年6月：经国务院批准，江阴经济技术开发区升级为国家高新技术产业开发区[2]。